# Dikke Bertha (houwitser)

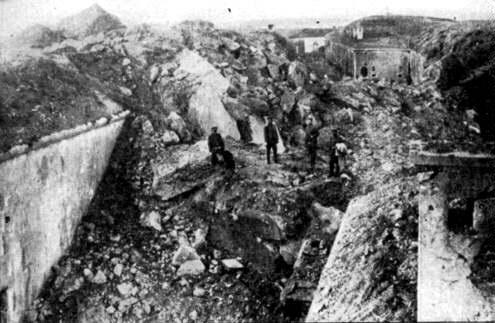
Het Fort Loncin na de Duitse beschieting met de Dikke Bertha

Dikke Bertha (Duits: Dicke Bertha) is de bijnaam van een Duitse houwitser. De officiële naam was Kurze Marine Kanone L/12 en had als codenaam M-Gerät. Dit wapen wordt vaak verward met de Lange Max. De Dikke Bertha is een latere en lichtere versie van de Duitse 42 cm Gamma Mörser.

## Geschiedenis
Het staalconcern Krupp uit Essen demonstreerde dit wapen voor het eerst in 1893. Mogelijk is de houwitser vernoemd naar Bertha Krupp, die het bedrijf Friedrich Krupp AG van haar vader erfde en in 1906 huwde met Gustav Krupp von Bohlen und Halbach, maar een van de andere mogelijke verklaringen is een verwijzing naar de zwaarlijvige Oostenrijkse pacifiste Bertha von Suttner.
De Dikke Bertha is een aangepaste versie van de 42 cm Gamma Mörser. Deze laatste was als eerste geïntroduceerd, maar was door het grote gewicht alleen per trein te vervoeren. Het Duitse leger vroeg in 1912 aan Krupp een lichtere versie te maken waarbij transport over weg mogelijk was. In december 1913 was de houwitser klaar voor beproeving. De schietresultaten waren positief en het leger bestelde direct twee exemplaren die in de herfst van 1914 geleverd moesten worden. Om gewicht te sparen kreeg de houwitser een kortere loop waardoor ook het schietbereik afnam.
Dit artilleriestuk werd voor het eerst ingezet tijdens de Eerste Wereldoorlog. In augustus 1914 werden de eerste twee exemplaren ingezet bij de verovering van de forten rond Luik. Op 13 augustus 1914 viel Fort Pontisse na een beschieting met de Dikke Bertha en twee dagen later raakte een granaat de kruitkamer van Fort Loncin. Het fort explodeerde van binnenuit met een enorme schade tot gevolg. Later kregen ook de steden Namen, Antwerpen, Maubeuge, Verdun, Oudenaarde en Ieper zijn verwoestende vuurkracht te verduren.
Het wapen had een voor die tijd ongekend groot kaliber van 420 mm. Het wapen kon betonnen granaten afvuren van 1160 kilogram. De houwitser kon doelen treffen tot op 9 km afstand.
De Duitse legerleiding drong erop aan om de mobiliteit van het stuk te verbeteren. De Dikke Bertha werd daarom opgedeeld in vijf onderdelen die apart met tractoren (in plaats van paarden) konden worden vervoerd. In totaal werden zeven stuks gebouwd die echter al in 1917 van het oorlogstoneel verdwenen, omdat ze binnen het vuurbereik van de vijandelijke artillerie achterbleven.

## Trivia
- De Pariser Kanonen (Parijs-Geschut), reuzekanonnen waarmee de Duitsers in 1918 Parijs op 130 km afstand bombardeerden, worden in Frankrijk vaak Grosse Bertha genoemd. Ze werden ook door Krupp gebouwd, maar hadden niets met de echte Dikke Bertha's te maken. Ze waren veel langer en minder dik.
- In de Tweede Wereldoorlog werd het 280 mm-spoorweggeschut Krupp K5 wel "Schlanke Bertha" genoemd.
- De grootste kamer bij het kamerschieten wordt ook wel dikke bertha genoemd. Deze wordt meestal als laatste geplaatst.
- Bij jeugdverenigingen wordt er weleens een spel gespeeld dat "Dikke Bertha" genoemd wordt.[1]
- Een op steenkolen gestookte stoomkoffiemachine uit Amsterdam is bekend onder de naam "Dikke Bertha".[2]
- Het afschieten van de Dikke Bertha's was in de Eerste Wereldoorlog bij wind uit het zuiden hoorbaar tot in de Nederlandse provincies Zeeland, Noord-Brabant en Limburg. men sprak over 'de terreur van de Dikke Bertha'.[bron?]

10,5 cm leFH 16 · 120 mm Krupp M1905 ·  15 cm sFH 02 · 15 cm sFH 13  · 21 cm Mörser 10  ·  42 cm Gamma Mörser ·  Dikke Bertha